# British and Irish Cup 2014/15
Der British and Irish Cup 2014/15 ist die sechste Ausgabe des British and Irish Cup, einer der wichtigsten Rugby-Union-Pokalwettbewerben innerhalb der Six Nations. Es sind 20 Teams aus England, Wales und Irland beteiligt. Der Wettbewerb begann am 10. Oktober 2014.

## Teilnehmer
Teilnahmeberechtigt sind folgende Teams:
- die 12 Mannschaften der RFU Championship in England
- 4 Mannschaften der Welsh Premier Division aus Wales
- die 4 A-Mannschaften aus Irland, die jede irische Provinz vertreten

## Modus
Es gibt fünf Gruppen mit je vier Teams, wobei jede Mannschaft einmal gegen jede andere spielt. Die Gruppen werden nach geographischen Aspekten zusammengestellt, so dass weite Reisen für die Zuschauer der Gastmannschaften entfallen. Die Gruppensieger und drei besten Gruppenzweiten treffen im Viertelfinale aufeinander und bestimmen dort die Halbfinalisten. Der Pokalsieger wird im Finale ermittelt. In der Gruppenphase erhalten die Teams:
- vier Punkte für einen Sieg
- zwei Punkte für ein Unentschieden
- einen Bonuspunkt bei vier oder mehr Versuchen
- einen Bonuspunkt bei einer Niederlage mit sieben oder weniger Punkten Differenz

## Gruppenphase

### Gruppe A
|    | Team            | Spiele | Siege | Unent. | Ndlg. | Spiel- punkte | Diff. | Bonus- punkte | Tabellen- punkte |
| -- | --------------- | ------ | ----- | ------ | ----- | ------------- | ----- | ------------- | ---------------- |
| 1. | Bristol Rugby   | 6      | 6     | 0      | 0     | 181:119       | + 62  | 3             | 27               |
| 2. | Pontypridd      | 6      | 4     | 0      | 2     | 158:115       | + 43  | 3             | 19               |
| 3. | London Scottish | 6      | 1     | 0      | 5     | 110:129       | − 19  | 3             | 7                |
| 4. | Connacht Rugby  | 6      | 1     | 0      | 5     | 111:197       | − 86  | 1             | 5                |

| 11. Oktober 2014 14:30 WESZ | Pontypridd | 23 : 17 | London Scottish | Sardis Road, Pontypridd Zuschauer: 2.600 |
| 11. Oktober 2014 14:30 WESZ |            |         |                 | Sardis Road, Pontypridd Zuschauer: 2.600 |

| 12. Oktober 2014 15:00 WESZ | Bristol Rugby | 50 : 34 | Connacht Rugby | Ashton Gate Stadium, Bristol Zuschauer: 7.640 |
| 12. Oktober 2014 15:00 WESZ |               |         |                | Ashton Gate Stadium, Bristol Zuschauer: 7.640 |

| 18. Oktober 2014 15:00 WESZ | London Scottish | 18 : 22 | Bristol Rugby | Athletic Ground, London Zuschauer: 1.608 |
| 18. Oktober 2014 15:00 WESZ |                 |         |               | Athletic Ground, London Zuschauer: 1.608 |

| 19. Oktober 2014 14:00 WESZ | Connacht Rugby | 16 : 42 | Pontypridd | Galway Sportsgrounds, Galway |
| 19. Oktober 2014 14:00 WESZ |                |         |            | Galway Sportsgrounds, Galway |

| 25. Oktober 2014 14:30 WESZ | Connacht Rugby | 30 : 27 | London Scottish | Galway Sportsgrounds, Galway Zuschauer: 250 |
| 25. Oktober 2014 14:30 WESZ |                |         |                 | Galway Sportsgrounds, Galway Zuschauer: 250 |

| 25. Oktober 2014 14:30 WESZ | Pontypridd | 13 : 24 | Bristol Rugby | Sardis Road, Pontypridd Zuschauer: 5.800 |
| 25. Oktober 2014 14:30 WESZ |            |         |               | Sardis Road, Pontypridd Zuschauer: 5.800 |

| 29. November 2014 19:00 WEZ | London Scottish | 17 : 7 | Connacht Rugby | Athletic Ground, London Zuschauer: 1.296 |
| 29. November 2014 19:00 WEZ |                 |        |                | Athletic Ground, London Zuschauer: 1.296 |

| 30. November 2014 15:00 WEZ | Bristol Rugby | 31 : 26 | Pontypridd | Ashton Gate Stadium, Bristol Zuschauer: 5.760 |
| 30. November 2014 15:00 WEZ |               |         |            | Ashton Gate Stadium, Bristol Zuschauer: 5.760 |

| 5. Dezember 2014 19:45 WEZ | Bristol Rugby | 22 : 14 | London Scottish | Ashton Gate Stadium, Bristol Zuschauer: 4.608 |
| 5. Dezember 2014 19:45 WEZ |               |         |                 | Ashton Gate Stadium, Bristol Zuschauer: 4.608 |

| 6. Dezember 2014 14:30 WEZ | Pontypridd | 29 : 10 | Connacht Rugby | Sardis Road, Pontypridd Zuschauer: 1.500 |
| 6. Dezember 2014 14:30 WEZ |            |         |                | Sardis Road, Pontypridd Zuschauer: 1.500 |

| 13. Dezember 2014 14:00 WEZ | London Scottish | 17 : 25 | Pontypridd | Athletic Ground, London Zuschauer: 1.640 |
| 13. Dezember 2014 14:00 WEZ |                 |         |            | Athletic Ground, London Zuschauer: 1.640 |

| 13. Dezember 2014 14:00 WEZ | Connacht Rugby | 14 : 32 | Bristol Rugby | Galway Sportsgrounds, Galway Zuschauer: 209 |
| 13. Dezember 2014 14:00 WEZ |                |         |               | Galway Sportsgrounds, Galway Zuschauer: 209 |

### Gruppe B
|    | Team               | Spiele | Siege | Unent. | Ndlg. | Spiel- punkte | Diff. | Bonus- punkte | Tabellen- punkte |
| -- | ------------------ | ------ | ----- | ------ | ----- | ------------- | ----- | ------------- | ---------------- |
| 1. | Rotherham Titans   | 6      | 5     | 0      | 1     | 204:104       | + 100 | 5             | 25               |
| 2. | Yorkshire Carnegie | 6      | 5     | 0      | 1     | 208:110       | + 98  | 4             | 24               |
| 3. | Ulster Rugby       | 6      | 1     | 0      | 5     | 121:162       | − 41  | 4             | 8                |
| 4. | Aberavon           | 6      | 1     | 0      | 5     | 89:246        | − 157 | 1             | 5                |

| 10. Oktober 2014 20:00 WESZ | Yorkshire Carnegie | 3 : 20 | Rotherham Titans | Silver Royd, Scarborough Zuschauer: 864 |
| 10. Oktober 2014 20:00 WESZ |                    |        |                  | Silver Royd, Scarborough Zuschauer: 864 |

| 11. Oktober 2014 15:00 WESZ | Aberavon | 18 : 14 | Ulster Rugby | Talbot Athletic Ground, Port Talbot Zuschauer: 830 |
| 11. Oktober 2014 15:00 WESZ |          |         |              | Talbot Athletic Ground, Port Talbot Zuschauer: 830 |

| 18. Oktober 2014 14:00 WESZ | Ulster Rugby | 17 : 22 | Yorkshire Carnegie | Ravenhill Stadium, Belfast Zuschauer: 600 |
| 18. Oktober 2014 14:00 WESZ |              |         |                    | Ravenhill Stadium, Belfast Zuschauer: 600 |

| 18. Oktober 2014 15:00 WESZ | Rotherham Titans | 37 : 13 | Aberavon | Clifton Lane, Rotherham Zuschauer: 827 |
| 18. Oktober 2014 15:00 WESZ |                  |         |          | Clifton Lane, Rotherham Zuschauer: 827 |

| 24. Oktober 2014 19:00 WESZ | Ulster Rugby | 29 : 31 | Rotherham Titans | Deramore Park, Belfast Zuschauer: 400 |
| 24. Oktober 2014 19:00 WESZ |              |         |                  | Deramore Park, Belfast Zuschauer: 400 |

| 25. Oktober 2014 14:30 WESZ | Yorkshire Carnegie | 85 : 0 | Aberavon | Brantingham Park, Kingston upon Hull Zuschauer: 482 |
| 25. Oktober 2014 14:30 WESZ |                    |        |          | Brantingham Park, Kingston upon Hull Zuschauer: 482 |

| 28. November 2014 19:15 WEZ | Aberavon | 32 : 43 | Yorkshire Carnegie | Talbot Athletic Ground, Neath Port Talbot Zuschauer: 450 |
| 28. November 2014 19:15 WEZ |          |         |                    | Talbot Athletic Ground, Neath Port Talbot Zuschauer: 450 |

| 29. November 2014 14:00 WEZ | Rotherham Titans | 52 : 17 | Ulster Rugby | Clifton Lane, Rotherham Zuschauer: 1.000 |
| 29. November 2014 14:00 WEZ |                  |         |              | Clifton Lane, Rotherham Zuschauer: 1.000 |

| 6. Dezember 2014 14:30 WEZ | Aberavon | 14 : 42 | Rotherham Titans | Talbot Athletic Ground, Neath Port Talbot Zuschauer: 250 |
| 6. Dezember 2014 14:30 WEZ |          |         |                  | Talbot Athletic Ground, Neath Port Talbot Zuschauer: 250 |

| 7. Dezember 2014 14:30 WEZ | Yorkshire Carnegie | 27 : 19 | Ulster Rugby | Laund Hill, Huddersfield Zuschauer: 650 |
| 7. Dezember 2014 14:30 WEZ |                    |         |              | Laund Hill, Huddersfield Zuschauer: 650 |

| 13. Dezember 2014 14:00 WEZ | Rotherham Titans | 22 : 28 | Yorkshire Carnegie | Clifton Lane, Rotherham Zuschauer: 1.087 |
| 13. Dezember 2014 14:00 WEZ |                  |         |                    | Clifton Lane, Rotherham Zuschauer: 1.087 |

| 13. Dezember 2014 14:00 WEZ | Ulster Rugby | 25 : 12 | Aberavon | Deramore Park, Belfast Zuschauer: 150 |
| 13. Dezember 2014 14:00 WEZ |              |         |          | Deramore Park, Belfast Zuschauer: 150 |

### Gruppe C
|    | Team               | Spiele | Siege | Unent. | Ndlg. | Spiel- punkte | Diff. | Bonus- punkte | Tabellen- punkte |
| -- | ------------------ | ------ | ----- | ------ | ----- | ------------- | ----- | ------------- | ---------------- |
| 1. | Worcester Warriors | 6      | 6     | 0      | 0     | 189:94        | + 95  | 3             | 27               |
| 2. | Munster Rugby      | 6      | 4     | 0      | 2     | 149:112       | + 37  | 3             | 19               |
| 3. | Moseley RFC        | 6      | 2     | 0      | 4     | 95:172        | − 77  | 2             | 10               |
| 4. | Nottingham RFC     | 6      | 0     | 0      | 6     | 109:164       | − 55  | 4             | 4                |

| 11. Oktober 2014 15:00 WESZ | Munster Rugby | 27 : 21 | Moseley RFC | Clonmel Rugby Club, Clonmel Zuschauer: 550 |
| 11. Oktober 2014 15:00 WESZ |               |         |             | Clonmel Rugby Club, Clonmel Zuschauer: 550 |

| 11. Oktober 2014 15:00 WESZ | Nottingham RFC | 19 : 26 | Worcester Warriors | Meadow Lane, Nottingham Zuschauer: 756 |
| 11. Oktober 2014 15:00 WESZ |                |         |                    | Meadow Lane, Nottingham Zuschauer: 756 |

| 18. Oktober 2014 15:00 WESZ | Moseley RFC | 22 : 14 | Nottingham RFC | Billesley Common, Birmingham Zuschauer: 250 |
| 18. Oktober 2014 15:00 WESZ |             |         |                | Billesley Common, Birmingham Zuschauer: 250 |

| 18. Oktober 2014 15:00 WESZ | Worcester Warriors | 27 : 23 | Munster Rugby | Sixways Stadium, Worcester Zuschauer: 6.916 |
| 18. Oktober 2014 15:00 WESZ |                    |         |               | Sixways Stadium, Worcester Zuschauer: 6.916 |

| 24. Oktober 2014 20:00 WESZ | Nottingham RFC | 12 : 23 | Munster Rugby | Meadow Lane, Nottingham Zuschauer: 1.119 |
| 24. Oktober 2014 20:00 WESZ |                |         |               | Meadow Lane, Nottingham Zuschauer: 1.119 |

| 25. Oktober 2014 15:00 WESZ | Moseley RFC | 0 : 39 | Worcester Warriors | Billesley Common, Birmingham Zuschauer: 482 |
| 25. Oktober 2014 15:00 WESZ |             |        |                    | Billesley Common, Birmingham Zuschauer: 482 |

| 29. November 2014 15:00 WEZ | Munster Rugby | 23 : 16 | Nottingham RFC | Temple Hill, Cork Zuschauer: 435 |
| 29. November 2014 15:00 WEZ |               |         |                | Temple Hill, Cork Zuschauer: 435 |

| 29. November 2014 15:00 WEZ | Worcester Warriors | 31 : 12 | Moseley RFC | Sixways Stadium, Worcester Zuschauer: 4.738 |
| 29. November 2014 15:00 WEZ |                    |         |             | Sixways Stadium, Worcester Zuschauer: 4.738 |

| 5. Dezember 2014 19:30 WEZ | Munster Rugby | 18 : 23 | Worcester Warriors | Temple Hill, Cork Zuschauer: 600 |
| 5. Dezember 2014 19:30 WEZ |               |         |                    | Temple Hill, Cork Zuschauer: 600 |

| 7. Dezember 2014 15:00 WEZ | Nottingham RFC | 26 : 27 | Moseley RFC | Lady Bay Sports Ground, Nottingham Zuschauer: 569 |
| 7. Dezember 2014 15:00 WEZ |                |         |             | Lady Bay Sports Ground, Nottingham Zuschauer: 569 |

| 13. Dezember 2014 14:00 WEZ | Moseley RFC | 13 : 35 | Munster Rugby | Billesley Common, Birmingham Zuschauer: 944 |
| 13. Dezember 2014 14:00 WEZ |             |         |               | Billesley Common, Birmingham Zuschauer: 944 |

| 13. Dezember 2014 14:00 WEZ | Worcester Warriors | 43 : 22 | Nottingham RFC | Sixways Stadium, Worcester Zuschauer: 6.560 |
| 13. Dezember 2014 14:00 WEZ |                    |         |                | Sixways Stadium, Worcester Zuschauer: 6.560 |

### Gruppe D
|    | Team              | Spiele | Siege | Unent. | Ndlg. | Spiel- punkte | Diff. | Bonus- punkte | Tabellen- punkte |
| -- | ----------------- | ------ | ----- | ------ | ----- | ------------- | ----- | ------------- | ---------------- |
| 1. | Doncaster Knights | 6      | 6     | 0      | 0     | 204:122       | + 82  | 5             | 29               |
| 2. | Bedford Blues     | 6      | 3     | 0      | 3     | 180:154       | + 26  | 5             | 17               |
| 3. | Cornish Pirates   | 6      | 2     | 0      | 4     | 187:189       | − 2   | 8             | 16               |
| 4. | Cross Keys        | 6      | 1     | 0      | 5     | 119:225       | − 106 | 3             | 7                |

| 11. Oktober 2014 14:30 WESZ | Cross Keys | 32 : 37 | Doncaster Knights | Pandy Park, Crosskeys Zuschauer: 401 |
| 11. Oktober 2014 14:30 WESZ |            |         |                   | Pandy Park, Crosskeys Zuschauer: 401 |

| 12. Oktober 2014 15:00 WESZ | Cornish Pirates | 28 : 34 | Bedford Blues | Mennaye Field, Penzance Zuschauer: 1,289 |
| 12. Oktober 2014 15:00 WESZ |                 |         |               | Mennaye Field, Penzance Zuschauer: 1,289 |

| 18. Oktober 2014 14:30 WESZ | Doncaster Knights | 27 : 25 | Cornish Pirates | Castle Park, Doncaster Zuschauer: 1.374 |
| 18. Oktober 2014 14:30 WESZ |                   |         |                 | Castle Park, Doncaster Zuschauer: 1.374 |

| 18. Oktober 2014 15:00 WESZ | Bedford Blues | 22 : 23 | Cross Keys | Goldington Road, Bedford Zuschauer: 2.425 |
| 18. Oktober 2014 15:00 WESZ |               |         |            | Goldington Road, Bedford Zuschauer: 2.425 |

| 25. Oktober 2014 14:30 WESZ | Doncaster Knights | 36 : 20 | Bedford Blues | Castle Park, Doncaster Zuschauer: 1.182 |
| 25. Oktober 2014 14:30 WESZ |                   |         |               | Castle Park, Doncaster Zuschauer: 1.182 |

| 26. Oktober 2014 15:00 WESZ | Cornish Pirates | 34 : 33 | Cross Keys | Mennaye Field, Penzance Zuschauer: 1.320 |
| 26. Oktober 2014 15:00 WESZ |                 |         |            | Mennaye Field, Penzance Zuschauer: 1.320 |

| 28. November 2014 19:45 WEZ | Bedford Blues | 15 : 17 | Doncaster Knights | Goldington Road, Bedford Zuschauer: 2.002 |
| 28. November 2014 19:45 WEZ |               |         |                   | Goldington Road, Bedford Zuschauer: 2.002 |

| 28. November 2014 19:45 WEZ | Cross Keys | 21 : 30 | Cornish Pirates | Pandy Park, Crosskeys Zuschauer: 650 |
| 28. November 2014 19:45 WEZ |            |         |                 | Pandy Park, Crosskeys Zuschauer: 650 |

| 6. Dezember 2014 14:30 WEZ | Cross Keys | 10 : 48 | Bedford Blues | Pandy Park, Crosskeys Zuschauer: 200 |
| 6. Dezember 2014 14:30 WEZ |            |         |               | Pandy Park, Crosskeys Zuschauer: 200 |

| 6. Dezember 2014 15:00 WEZ | Cornish Pirates | 30 : 31 | Doncaster Knights | Mennaye Field, Penzance Zuschauer: 1.149 |
| 6. Dezember 2014 15:00 WEZ |                 |         |                   | Mennaye Field, Penzance Zuschauer: 1.149 |

| 13. Dezember 2014 14:00 WEZ | Bedford Blues | 41 : 40 | Cornish Pirates | Goldington Road, Bedford Zuschauer: 2.218 |
| 13. Dezember 2014 14:00 WEZ |               |         |                 | Goldington Road, Bedford Zuschauer: 2.218 |

| 13. Dezember 2014 14:00 WEZ | Doncaster Knights | 54 : 0 | Cross Keys | Castle Park, Doncaster Zuschauer: 1.421 |
| 13. Dezember 2014 14:00 WEZ |                   |        |            | Castle Park, Doncaster Zuschauer: 1.421 |

### Gruppe E
|    | Team             | Spiele | Siege | Unent. | Ndlg. | Spiel- punkte | Diff. | Bonus- punkte | Tabellen- punkte |
| -- | ---------------- | ------ | ----- | ------ | ----- | ------------- | ----- | ------------- | ---------------- |
| 1. | Leinster Rugby   | 6      | 5     | 0      | 1     | 229:115       | + 114 | 4             | 24               |
| 2. | Carmarthen Quins | 6      | 4     | 0      | 2     | 126:169       | − 43  | 1             | 17               |
| 3. | Jersey RFC       | 6      | 2     | 0      | 4     | 109:128       | − 19  | 2             | 10               |
| 4. | Plymouth Albion  | 6      | 1     | 0      | 5     | 121:173       | − 52  | 5             | 9                |

| 11. Oktober 2014 15:00 WESZ | Jersey RFC | 37 : 17 | Carmarthen Quins | St. Peter, Saint Peter Zuschauer: 1.754 |
| 11. Oktober 2014 15:00 WESZ |            |         |                  | St. Peter, Saint Peter Zuschauer: 1.754 |

| 11. Oktober 2014 15:00 WESZ | Plymouth Albion | 24 : 31 | Leinster Rugby | The Brickfields, Plymouth Zuschauer: 1.047 |
| 11. Oktober 2014 15:00 WESZ |                 |         |                | The Brickfields, Plymouth Zuschauer: 1.047 |

| 17. Oktober 2014 19:30 WESZ | Leinster Rugby | 26 : 6 | Jersey RFC | Donnybrook Stadium, Dublin Zuschauer: 720 |
| 17. Oktober 2014 19:30 WESZ |                |        |            | Donnybrook Stadium, Dublin Zuschauer: 720 |

| 18. Oktober 2014 14:30 WESZ | Carmarthen Quins | 29 : 16 | Plymouth Albion | Parc y Scarlets, Llanelli Zuschauer: 400 |
| 18. Oktober 2014 14:30 WESZ |                  |         |                 | Parc y Scarlets, Llanelli Zuschauer: 400 |

| 25. Oktober 2014 14:30 WESZ | Carmarthen Quins | 26 : 24 | Leinster Rugby | Carmarthen Park, Carmarthen Zuschauer: 200 |
| 25. Oktober 2014 14:30 WESZ |                  |         |                | Carmarthen Park, Carmarthen Zuschauer: 200 |

| 25. Oktober 2014 15:00 WESZ | Plymouth Albion | 16 : 22 | Jersey RFC | The Brickfields, Plymouth Zuschauer: 875 |
| 25. Oktober 2014 15:00 WESZ |                 |         |            | The Brickfields, Plymouth Zuschauer: 875 |

| 28. November 2014 19:30 WEZ | Jersey RFC | 14 : 23 | Plymouth Albion | St. Peter, Saint Peter Zuschauer: 2.204 |
| 28. November 2014 19:30 WEZ |            |         |                 | St. Peter, Saint Peter Zuschauer: 2.204 |

| 29. November 2014 13:00 WEZ | Leinster Rugby | 67 : 12 | Carmarthen Quins | Donnybrook Stadium, Dublin Zuschauer: 739 |
| 29. November 2014 13:00 WEZ |                |         |                  | Donnybrook Stadium, Dublin Zuschauer: 739 |

| 6. Dezember 2014 15:00 WEZ | Jersey RFC | 21 : 22 | Leinster Rugby | St. Peter, Saint Peter Zuschauer: 1.695 |
| 6. Dezember 2014 15:00 WEZ |            |         |                | St. Peter, Saint Peter Zuschauer: 1.695 |

| 6. Dezember 2014 15:00 WEZ | Plymouth Albion | 29 : 10 | Carmarthen Quins | The Brickfields, Plymouth Zuschauer: 1.023 |
| 6. Dezember 2014 15:00 WEZ |                 |         |                  | The Brickfields, Plymouth Zuschauer: 1.023 |

| 13. Dezember 2014 14:00 WEZ | Carmarthen Quins | 24 : 9 | Jersey RFC | Carmarthen Park, Carmarthen Zuschauer: 200 |
| 13. Dezember 2014 14:00 WEZ |                  |        |            | Carmarthen Park, Carmarthen Zuschauer: 200 |

| 13. Dezember 2014 14:00 WEZ | Leinster Rugby | 59 : 26 | Plymouth Albion | Donnybrook Stadium, Dublin Zuschauer: 827 |
| 13. Dezember 2014 14:00 WEZ |                |         |                 | Donnybrook Stadium, Dublin Zuschauer: 827 |

## K.-o.-Runde
Viertelfinale
| 23. Januar 2015 19:45 WEZ | Bristol Rugby | 41 : 28 | Yorkshire Carnegie | Ashton Gate Stadium, Bristol Zuschauer: 3.467 |
| 23. Januar 2015 19:45 WEZ |               |         |                    | Ashton Gate Stadium, Bristol Zuschauer: 3.467 |

| 24. Januar 2015 14:00 WEZ | Doncaster Knights | 38 : 17 | Munster Rugby | Castle Park, Doncaster Zuschauer: 1.174 |
| 24. Januar 2015 14:00 WEZ |                   |         |               | Castle Park, Doncaster Zuschauer: 1.174 |

| 24. Januar 2015 14:00 WEZ | Rotherham Titans | 32 : 51 | Leinster Rugby | Clifton Lane, Rotherham Zuschauer: 1.167 |
| 24. Januar 2015 14:00 WEZ |                  |         |                | Clifton Lane, Rotherham Zuschauer: 1.167 |

| 24. Januar 2015 15:00 WEZ | Worcester Warriors | 24 : 10 | Pontypridd | Sixways Stadium, Worcester Zuschauer: 4.605 |
| 24. Januar 2015 15:00 WEZ |                    |         |            | Sixways Stadium, Worcester Zuschauer: 4.605 |

Halbfinale
| 13. März 2015 19:45 WEZ | Worcester Warriors | 15 : 13 | Leinster Rugby | Sixways Stadium, Worcester Zuschauer: 3.760 |
| 13. März 2015 19:45 WEZ |                    |         |                | Sixways Stadium, Worcester Zuschauer: 3.760 |

| 14. März 2015 14:00 WEZ | Doncaster Knights | 27 : 22 | Bristol Rugby | Castle Park, Doncaster Zuschauer: 785 |
| 14. März 2015 14:00 WEZ |                   |         |               | Castle Park, Doncaster Zuschauer: 785 |

Finale
| 3. April 2015 17:30 WESZ | Doncaster Knights           | 5 : 35 | Worcester Warriors | Castle Park, Doncaster Zuschauer: 4.600 |
| 3. April 2015 17:30 WESZ | Versuche: Hunter 52. n.erh. | (0:29) | Versuche: Hammond 7. erh. Grove 14. n.erh. Bruzulier 19. n.erh. George 38. erh. Erhöhungen: Eden (2/4) Straftritte: Eden (4/5) 16., 32., 64., 67. | Castle Park, Doncaster Zuschauer: 4.600 |